# Punta Bahía
La punta Bahía(51°19′S 59°47′O / -51.317, -59.783) es una punta del noroeste de la isla Golding del archipiélago de las Malvinas. Administrativamente pertenece al departamento Islas del Atlántico Sur de la provincia de Tierra del Fuego, Antártida e Islas del Atlántico Sur.
Esta punta se ubica en el lado sudoriental de la bahía de la Cruzada. Además se encuentra al norte de la Isla Gran Malvina y al sur de la isla de Borbón y de la isla Conejito.